# Leokadia Mikołajków
Leokadia Mikołajków z domu Wawrzykowska (ur. 9 grudnia 1906, zm. 31 stycznia 2004) – polska dyplomowana pielęgniarka, higienistka, prekursorka ruchu Czerwonego Krzyża w Dębicy, Sprawiedliwa wśród Narodów Świata. Przez blisko 2 lata ukrywała 13 osób przez Zagładą. 

## Życiorys
Od 1930 r. Leokadia Mikołajków mieszkała razem z mężem Aleksandrem w Dębicy pod adresem Kościuszki 248. Będąc z zawodu pielęgniarką, działała społecznie w Polskim Czerwonym Krzyżu. Na prośbę Efraima Reicha od lipca 1942 r. wspólnie z małżonkiem ukrywała rodzinę Reich przed wysiedleniem z getta. Kryjówka znajdowała się w piwnicy rodziny Mikołajkowów. Jednocześnie dom ten sąsiadował z siedzibą Gestapo. Po zakończeniu akcji likwidacyjnej i przeorganizowaniu getta na obóz pracy, ukrywana rodzina Reich opuściła schronienie, a  Mikołajkowowie kontynuowali udzielanie im pomocy przez wysyłanie paczek z prowiantem i lekarstwami za pośrednictwem synów, Leszka i Andrzeja Mikołajkowów. Przed następną akcją likwidacyjną Mikołajkowowie powiadomili rodzinę Reich o zbliżającym się niebezpieczeństwie i udzielili im schronienia na strychu przez 9 miesięcy. Trwało to do czasu, gdy Gestapo zarekwirowało garaż rodziny na własne potrzeby latem 1943 r. Wówczas ze względów bezpieczeństwa kryjówkę przeniesiono do domu Józefa Kurzyny. Leokadia i jej rodzina udzielała pomocy Reichom do zajęcia Dębicy przez Armię Czerwoną 20 sierpnia 1944 r. Łącznie Leokadia Mikołajków uratowała przed zagładą 13 osób.
Ukrywane osoby wyemigrowały z Polski. Przesyłali rodzinie Mikołajkowów paczki pomocowe od momentu znalezienia się w Austrii w obozie przejściowym dla przesiedleńców i kontynuowali po emigracji do USA. Efraim Reich stał się rabinem w nowojorskim Brooklynie.
29 stycznia 1980 r. Instytut Jad Waszem uznał Leokadię Mikołajków za Sprawiedliwą wśród Narodów Świata. Razem z nią uhonorowany został jej małżonek, Aleksander Mikołajków. Ich synowie, Leszek i Andrzej zostali odznaczeni 25 lipca 1989 r.
Leokadia Mikołajków zmarła 31 stycznia 2004 r.

## Nawiązania w kulturze
Historia rodziny Mikołajkowów została przedstawiona w filmie dokumentalnym "Druga Prawda" Jany Wright i Anety Naszyńskiej. W 2013 r. ukazała się książka Zbigniewa Szurka "Rodzina Mikołajkowów (próba biografii). Ofiarność. Odwaga. Poświęcenie" oparta na historii niesienia pomocy społeczności żydowskiej przez rodzinę Mikołajkowów. 

## Miejsca pamięci
3 czerwca 2006 r. na miejscu dawnego domu rodziny Mikołajkowów w Dębicy został utworzony skwer poświęcony ich pamięci. 